# Quận McDowell, West Virginia
Quận McDowell là một quận thuộc tiểu bang West Virginia, Hoa Kỳ. Theo điều tra dân số năm 2010 của Cục điều tra dân số Hoa Kỳ, quận có dân số người 22.113 ngừoi.. Quận lỵ đóng ở Welch.
Quận McDowell County là quận cực nam của tiểu bang. Nó được tạo ra vào năm 1858 bởi Đại hội đồng Virginia và được đặt tên theo thống đốc bang Virginia ông James McDowell. Quận này trở thành một phần của Tây Virginia vào năm 1863, khi một số quận tách khỏi bang Virginia trong nội chiến Hoa Kỳ.

## Địa lý
Theo Cục điều tra dân số Hoa Kỳ, quận có tổng diện tích 1386 km2, trong đó có 4 km2 là diện tích mặt nước.

## Thông tin nhân khẩu
Theo điều tra dân số 2 năm 2000, quận đã có dân số 27.329 người, 11.169 hộ gia đình, và 7.840 gia đình sống trong quận hạt. Mật độ dân số là 51 người trên một dặm vuông (20/kmТВ). Có 13.582 đơn vị nhà ở với mật độ trung bình 25 trên một dặm vuông (10/kmТВ). Cơ cấu dân tộc của cư dân sinh sống ở quận này bao gồm 87,06% người da trắng, 11,89% da đen hay Mỹ gốc Phi, 0,17% người Mỹ bản xứ, 0,06% châu Á, Thái Bình Dương 0,01%, 0,07% từ các chủng tộc khác, và 0,74% từ hai hoặc nhiều chủng tộc. 0,48% dân số là người Hispanic hay Latino thuộc một chủng tộc nào.
Có 11.169 hộ, trong đó 29,20% có trẻ em dưới 18 tuổi sống chung với họ, 51,10% là đôi vợ chồng sống với nhau, 14,90% có nữ hộ và không có chồng, và 29,80% là không lập gia đình. 27,30% hộ gia đình đã được tạo ra từ các cá nhân và 13,10% có người sống một mình 65 tuổi hoặc cao tuổi hơn. Cỡ hộ trung bình là 2,42 và cỡ gia đình trung bình là 2,92.
Trong quận, dân số đã được trải ra với 23,20% dưới độ tuổi 18, 7,90% 18-24, 26,80% 25-44, 26,10% từ 45 đến 64, và 16,10% từ 65 tuổi trở lên đã được những người. Độ tuổi trung bình là 40 năm. Đối với mỗi 100 nữ có 90,40 nam giới. Đối với mỗi 100 nữ 18 tuổi trở lên, đã có 86,20 nam giới.
Thu nhập trung bình cho một hộ gia đình trong đã đạt mức USD 16.931, và thu nhập trung bình cho một gia đình là USD 20.496. Phái nam có thu nhập trung bình USD 25.994 so với 18.685 USD của phái nữ. Thu nhập bình quân đầu người là 10.174 USD, là thấp nhất trong tiểu bang và thấp nhất 28 trong cả nước. Có 33,80% gia đình và 37,70% dân số sống dưới mức nghèo khổ, bao gồm 52,50% những người dưới 18 tuổi và 21,60% của những người 65 tuổi hoặc hơn.